# Middleton and Smerrill
Middleton and Smerrill est une paroisse civile du Derbyshire, en Angleterre.